# 康駢
康駢（?—?），字駕言。池州（今安徽貴池）人。

## 生平
僖宗乾符四年（877年）進士及第。又舉博學宏詞科。田頵守宣州，聘請康駢入幕，与杨夔、王希羽同在幕內。黃巢起兵後，歸池阳山，專心著述。后复出，官至崇文館校書郎。著有《劇談錄》二卷。